# Sacha Llorenti
Sacha Sergio Llorenti Soliz (Cochabamba, Bolivia; 13 de marzo de 1972) es un político, licenciado en derecho y ex ministro boliviano, fue el Representante Permanente del Estado Plurinacional de Bolivia ante la Organización de las Naciones Unidas en la ciudad de Nueva York, Estados Unidos. Fue elegido secretario general del Alba-TCP durante la celebración de la decimoctava cumbre de Jefes de Estados y de Gobierno llevada a cabo de forma virtual el lunes 14 de diciembre del 2020

## Carrera
Es un funcionario del gobierno de Bolivia, expresidente (durante dos años) de la Asamblea Permanente de Bolivia para los Derechos Humanos. Posteriormente fue expulsado de la institución de derechos humanos debido a la comisión de delitos de lesa humanidad durante su gestión como Ministro de Gobierno. Fue nombrado viceministro de Coordinación con los Movimientos Sociales en enero de 2007, luego como Ministro de Gobierno en enero de 2010.
Llorenti renunció al cargo el 27 de septiembre de 2011 debido a una represión violenta en una marcha indígena en defensa del Territorio indígena y parque nacional Isiboro-Secure. Llorenti renunció para no «ser convertido en un instrumento de la derecha y la oposición tratando de atacar el proceso [de cambio] y dañar la imagen del Presidente». Pero, comandantes de la policía y el presidente de la Defensoría del Pueblo Rolando Villena han acusado a Llorenti de «ordenar el uso de la fuerza brutal» en contra de la marcha indígena. El fiscal de distrito realizó en dos años las investigaciones y concluyó que Llorenti no ordenó la represión.   Sin embargo, irregularidades procesales resultaron en una apelación al Tribunal Constitucional, la cual fue rechazado debido a una tecnicismo administrativo.  Hasta la fecha, no se ha responsabilizado a ninguna autoridad por la represión, y continúan las protestas contra el exministro.

### Naciones Unidas
El 5 de septiembre de 2012, el presidente boliviano Evo Morales nombró a Llorenti como embajador ante las Naciones Unidas. El canciller David Choquehuanca le tomó posesión y le encargó «trabajar en desafíos como la revalorización de la coca, la demanda marítima y la conferencia de pueblos indígenas».
Casi un año después de dimitir como ministra de Defensa de Bolivia, María Cecilia Chacón rompió su silencio para cuestionar el nombramiento de Llorenti como embajador ante la ONU, un acto que, dice, significa la «impunidad de los responsables de la represión policial de los manifestantes indígenas de tierras bajas el pasado 25 de septiembre en Chaparina».

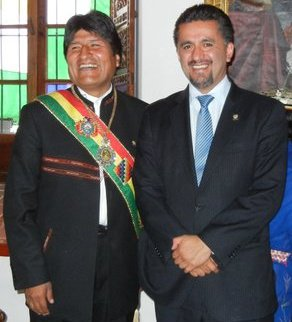
Sacha Llorenti junto al presidente Evo Morales en febrero de 2013.

El 22 de julio de 2014, durante el conflicto entre la Franja de Gaza e Israel, Llorenti, criticó «el silencio» del Consejo de Seguridad de la ONU respecto a la ofensiva israelí en la Franja de Gaza, solicitando sanciones contra Israel. También dijo que «cuando se trata de los pueblos como Palestina no hay resoluciones del Consejo de Seguridad, no hay cascos azules, no hay medidas de sanciones económicas, no hay embargos».
En septiembre de 2014, un policía de Estados Unidos intentó detenerlo en Nueva York, cuando Llorenti gestionaba el traslado de la comitiva oficial del gobierno de Bolivia.
El 10 de septiembre de 2015, la Asamblea General de las Naciones Unidas aprobó por 136 votos a favor, seis en contra y 41 abstenciones una resolución que consistió en una serie de principios básicos recomendados sobre la reestructuración de la deuda soberana. Allí se condenó a los fondos buitre y se buscó crear un marco legal para la reestructuración de las deudas soberanas, donde si una mayoría de los prestamistas acepta el arreglo propuesto por el estado deudor, el resto debe seguir esa decisión y no ir a litigar a tribunales. La propuesta fue impulsada por la Argentina y el Grupo de los 77 más China. María Cristina Perceval, representante de Argentina en la ONU, estuvo acompañada en el proceso por Llorenti, quién lideró el Comité especial sobre Procesos de Reestructuración de Deuda y presentó el proyecto de resolución ante la Asamblea.
Otra de las resoluciones aprobadas en 2015 y presentadas por Llorenti fue la que convirtió a los valores andinos en norma universal, surgida tras una cumbre de la CELAC en Santa Cruz de la Sierra y fue llevada a la ONU por el G77+China. En la resolución se hizo un reconocimiento a los valores y principios tradicionales del «ama suwa», «ama llulla» y «ama qhilla».
En enero de 2017, Bolivia ingresó al Consejo de Seguridad como miembro no permanente. El 7 de abril de 2017, tras el Bombardeo de Shayrat realizado por Estados Unidos contra Siria, Llorenti realizó un discurso donde criticó la política exterior estadounidense. Así también, en el mes de junio de 2017 fue Presidente del Consejo de Seguridad.
En noviembre de 2019, el nuevo gobierno interino constitucional de Bolivia presidido por Jeanine Añez, confirmó que todos los embajadores designados por el Ejecutivo de Evo Morales han sido apartados de sus puestos y, por tanto, se han quedado sin sus respectivas credenciales e inmunidades.
Actualmente, Sacha Llorenti se encuentra en Buenos Aires, conjuntamente a otros exfuncionarios de la administración de Evo Morales, todos refugiados y auto-exiliados, debido principalmente a los cargos judiciales que pesan en contra de casi toda la mayoría.